# Подврх (Горења Вас–Пољане)
Подврх (словен. Podvrh) је насељено место у општини Горења Вас–Пољане, Горењска регија, Словенија.

## Историја
До територијалне реорганизације у Словенији био је у саставу старе општине Шкофја Лока.

## Становништво
У попису становништва из 2011. године, Подврх је имао 37 становника.
| Број становника према пописима | Број становника према пописима | Број становника према пописима |
| ------------------------------ | ------------------------------ | ------------------------------ |
| 1991                           | 2002                           | 2011                           |
| 26                             | 34                             | 37                             |

Напомена: Године 2016. извршена је мала размена територија између насеља Запревал, Подврх и Четена Раван.

## Галерија
- сеоске куће
- пејзаж